# عبد العظيم زاهر
الشيخ عبد العظيم زاهر (22 فبراير 1904 - 5 يناير 1971) قارئ قرآن مصري ويعد أحد أعلام هذا المجال البارزين، من مواليد قرية مجول، مركز بنها، محافظة القليوبية. حفظ القران الكريم مبكرا وعمره لم يتجاوز الثامنة، التحق بالإذاعة سنة 1936، اختير قارئا بمسجد محمد على قبل الثورة، وانتقل بعدها لمسجد صلاح الدين.
تم منحه وسام الجمهورية من الطبقة الأولى في مصر في احتفال ليلة القدر سنة 1991 بعد وفاته والتي كانت في يناير 1971، أصدرت إمارة عجمان طابعًا بريديا يحمل صورته تكريمًا له.